# Ewa Błońska
Ewa Błońska (ur. 1 grudnia 1981 we Włoszczowie) – polska leśniczka, profesor nauk leśnych, specjalistka siedliskoznawstwa i gleboznawstwa leśnego, prorektorka Uniwersytetu Rolniczego im. Hugona Kołłątaja w Krakowie.

## Życiorys
Ewa Błońska w 2005 uzyskała na Akademii Rolniczej im. Hugona Kołłątaja w Krakowie tytuł magistra inżyniera leśnictwa. Ukończyła także podyplomowe studium zastosowań informatyki na Akademii Górniczo-Hutniczej w Krakowie (2004–2005) oraz studium pedagogiczne na Politechnice Krakowskiej. W 2009, odbywszy studia doktoranckie, otrzymała na Uniwersytecie Rolniczym im. Hugona Kołłątaja stopień doktora nauk leśnych w dyscyplinie leśnictwo, specjalność gleboznawstwo leśne, na podstawie napisanej pod kierunkiem Kazimierza Januszka dysertacji Ocena żyzności świeżych siedlisk niżowych w oparciu o właściwości bio-fizyko-chemiczne gleb leśnych. W 2016 tamże habilitowała się w dziedzinie nauk leśnych, dyscyplina leśnictwo, specjalność siedliskoznawstwo leśne i gleboznawstwo, przedstawiwszy osiągnięcie naukowe Wpływ składu gatunkowego drzewostanu na aktywność enzymatyczną i stabilizację materii organicznej w glebach leśnych. W 2021 otrzymała tytuł profesora nauk rolniczych w dyscyplinie nauki leśne.
Od 2009 związana zawodowo z Wydziałem Leśnym Uniwersytetu Rolniczego w Krakowie, kolejno na stanowiskach: asystentki (2009–2011), adiunktki (2011–2019) oraz profesor uczelni (od 2019). Prorektorka ds. Ogólnych w kadencji 2024–2028.
Jej zainteresowania naukowe obejmują zagadnienia: mechanizmów odpowiedzialnych za dynamikę uwalniania podstawowych biogenów z rozkładającego się drewna martwych drzew w ekosystemach leśnych oraz badania nad wpływem zaburzeń oraz czynników antropogenicznych na właściwości gleb leśnych. Autorka ponad 180 publikacji, w większości w czasopismach o zasięgu międzynarodowym, które były cytowane ponad 1400 razy. Recenzentka ponad 100 publikacji w międzynarodowych czasopismach naukowych, kierownik i główny wykonawca szeregu projektów naukowych finansowanych przez KBN, NCN, fundusze norweskie oraz Generalną i Regionalną Dyrekcję Lasów Państwowych, członkini Rady Zarządzającej w kilku europejskich programach naukowych serii COST action. Przedstawiła ponad 40 referatów i posterów na międzynarodowych oraz krajowych konferencjach i kongresach naukowych. Promotorka czterech prac doktorskich, recenzentka doktoratu i dwóch rozpraw habilitacyjnych.
Członkini Polskiego Towarzystwa Gleboznawczego oraz Polskiego Towarzystwa Leśnego.

## Nagrody i odznaczenia
Otrzymała 9 nagród i wyróżnień z rąk władz uczelni, Ministra Nauki i Szkolnictwa Wyższego, Wydziału II Nauk Biologicznych i Rolniczych PAN, w tym:
– Nagroda Ministra Nauki i Szkolnictwa Wyższego za 2015 rok w kategorii: Nagrody za osiągnięcia dydaktyczne indywidualne i zespołowe.
– Wyróżnienie za wybitną monografię naukową pt. „Gleby w środowisku przyrodniczym i krajobrazach Europy”, 2015, Polska Akademia Nauk Wydział II – Nauk Biologicznych i Rolniczych.